# Роудон-Гастингс, Эдит, 10-я графиня Лаудон
Эдит Мод Роудон-Гастингс, 10-я графиня Лаудон (англ. Edith Maud Rawdon-Hastings, 10th Countess of Loudoun; 10 декабря 1833 — 23 января 1874) — шотландская пэресса.

## Происхождение
Родилась 10 декабря 1833 года. Старшая дочь Джорджа Роудона-Гастингса, 2-го маркиза Гастингса (1808—1844), британского пэра и придворного, и его жены Барбары, урожденной Йелвертон, 20-й баронессы Грей де Ратин (1810—1858).
Через пятнадцать месяцев после смерти отца в 1844 году её мать вышла замуж за капитана Гастингса Генри (1808—1878), племянника герцога Лейнстера, который в 1849 году по королевскому разрешению принял фамилию Йелвертон. От второго брака матери у неё была младшая единокровная сестра, достопочтенная Барбара Йелвертон (1849—1924), которая позже вышла замуж за Джона Ярда-Буллера, 2-го барона Черстона.
Его мать, которая унаследовала баронство, когда ей было всего семь месяцев, была единственным ребенком Генри Йелвертона, 19-го барона Грея де Ратина (друга лорда Байрона) и Энн Мэри Келлам. Ее бабушкой и дедушкой по отцовской линии были Фрэнсис Родон-Гастингс, 1-й маркиз Гастингс, и его жена Флора Мьюр-Кэмпбелл, 6-я графиня Лаудон.

## Карьера
Она была очень привязана к старому семейному особняку Муров в замке Роуаллан близ Килморса в Эйршире и финансировала его реставрацию.
В 1866 году Эдит Роудон-Гастингс нарисовала картину, которую назвала «Skeleton Ball». Эта картина сейчас находится в галерее Тейт.

## Личная жизнь
30 апреля 1853 года Эдит вышла замуж за Чарльза Фредерика Клифтона, 1-го барона Донингтона (1822—1895). Пара взяла фамилию Эбни-Гастингс, как условие наследования от троюродного брата сэра Чарльза Эбни-Гастингса, 2-го баронета (1792—1858), родного внука 10-го графа Хантингдона (брата бабушки леди Эдит),.. У супругов было шестеро детей:
- Леди Флора Паулина Хетти Барбара Эбни-Гастингс (13 февраля 1854 — 11 апреля 1887), в 1877 году она вышла замуж за Генри Фицалана-Говарда, 15-го герцога Норфолка[2].
- Чарльз Эдвард Роудон-Гастингс, 11-й граф Лаудон (5 января 1855 — 17 мая 1920), который в 1880 году женился на достопочтенной Элис Фицалан-Говард, дочери Эдварда Фицалан-Говарда, 1-го барона Говарда из Глоссопа (сам он был вторым сыном Генри Говарда, 13-го герцога Норфолка)[2].
- Достопочтенный Паулин Фрэнсис Катберт Роудон-Гастингс (21 октября 1856 — 19 октября 1907), майор, женившийся на леди Мод Гримстон, дочери Джеймса Гримстона, 2-го графа Верулама, среди детей которого Эдит Эбни-Гастингс, 12-я графиня Лаудон[2].
- Гилберт Теофилус Клифтон Клифтон-Гастингс-Кэмпбелл, 3-й барон Донингтон (29 мая 1859 — 31 мая 1927), который женился на Мод Кембл Гамильтон, дочери сэра Чарльза Гамильтона, 1-го баронета[2].
- Достопочтенный Генри Сесил Плантагенет Эбни-Гастингс (19 июня 1860 — 22 ноября 1886), который женился на спутнице махараджи Далипа Сингха и впоследствии подвергся остракизму[2].
- Леди Эгидия София Фредерика Кристина Эбни-Гастингс (9 мая 1870 — 6 марта 1892), которая умерла молодой[2].

Эдит умерла 23 января 1874 года и была похоронена на церковном кладбище в замке Донингтон, за исключением её правой руки, которая — по её собственному желанию — была похоронена в парковой зоне её дома в Донингтон-холле . После её смерти в Эшби был воздвигнут монумент Лаудоун. Восьмиугольный монумент сэра Джорджа Гилберта Скотта основан на крестах Элеоноры и теперь является памятником архитектуры II степени . После смерти Эдит её овдовевший муж получил титул барона Донингтона в 1880 году.